# ZET
ZET는 현대자동차그룹이 설립한 모션에서 운영중인 공유 전동킥보드/전기 자전거 서비스이다. 2019년 8월 12일 제주도에서 첫 시범 운영이 되었으며, 이후 2019년 11월 이후 춘천, 서울, 대전 등 각 지역에서 운영되고 있다.

## 상세

### 시간
- 춘천 - 오전 7시부터 오후 8시까지

### 장소
- 인천광역시 중구
- 대전광역시 서구
- 대전광역시 유성구
- 경기도 가평군
- 강원도 춘천시

### 요금
- 전동 킥보드 - 1,000원(기본) / 100원 (추가 주행 요금)

- 전기 자전거 - 500원(기본) / 50원 (추가 주행 요금)

### 기술
고속 사물인터넷 기술인 LTE-M1 방식의 모뎀을 활용해 전동 자전거 및 전기 킥보드의 위치와 상태를 확인할 수 있다.